# HD 32406
HD 32406，又名BD+30 772，SAO 57610、HR 1626，是一颗恒星，视星等为6.14，位于銀經173.66，銀緯-6.57，其B1900.0坐标为赤經4h 57m 51.2s，赤緯+30° -6.57′ 12″。